# Arcuator
Arcuator là một chi ruồi trong họ Chloropidae.